# FTSE Global Equity Index Series
Seria de indici FTSE Global Equity Index Series este un set de indici bursieri furnizat de FTSE Group, parte a London Stock Exchange Group⁠(d) (LSEG). Lansată în septembrie 2003, aceasta acoperă peste 17.000 de titluri de capital din 48 de țări, reprezentând 98% din capitalizarea de piață investibilă la nivel global.
Seria include diverși indici globali și locali, printre care:
- FTSE Global Total Cap Index, care acoperă aproximativ 17.000 de titluri de capital, de la microcapitalizare la capitalizare mare
- FTSE Global All Cap Index, care acoperă aproximativ 9.000 de titluri de capital, de la capitalizare mică la capitalizare mare
- FTSE All-World Index, care acoperă aproximativ 4.000 de titluri de capital cu capitalizare medie și mare

Mai mulți dintre indicii din această serie sunt utilizați de The Vanguard Group ca referință pentru fondurile sale mutuale și ETF-uri. 
În Europa, indicii FTSE sunt folosiți pe scară largă pentru benchmarking, în special în investițiile pasive prin ETF-uri și fonduri de indici, fiind totodată repere pentru gestionarea portofoliilor instituționale și alocarea activelor pe piețele dezvoltate și emergente. 
În România, FTSE Russell⁠(d) a promovat piața locală la statutul de Piață Emergentă în septembrie 2020, facilitând includerea unor companii listate la Bursa de Valori București (BVB) în FTSE Global Equity Index Series și în indici precum FTSE Frontier and Emerging Markets Indexes. Printre aceste companii se numără Banca Transilvania și OMV Petrom, a căror prezență în indici internaționali contribuie la atragerea investițiilor străine și la creșterea lichidității pieței locale.

## Prezentare generală a indicilor
Mai jos sunt unii dintre cei mai importanți indici administrați de FTSE:
| Capitalizarea de piață a companiilor incluse | Piețele acoperite     | Piețele acoperite        | Piețele acoperite       |
| Capitalizarea de piață a companiilor incluse | Globale               | Dezvoltate               | Emergente               |
| -------------------------------------------- | --------------------- | ------------------------ | ----------------------- |
| Mare, medie, mică și microcapitalizare       | FTSE Global Total Cap | FTSE Developed Total Cap | FTSE Emerging Total Cap |
| Mare, medie și mică capitalizare             | FTSE Global All Cap   | FTSE Developed All Cap   | FTSE Emerging All Cap   |
| Mare și medie capitalizare                   | FTSE All-World        | FTSE Developed World     | FTSE Emerging Markets   |

## FTSE All-World Index
Indicele FTSE All-World a fost lansat în 1986 sub denumirea de FT-Actuaries World Index.
Seria „All-World” este structurată în trei segmente:
- Piețe dezvoltate
- Piețe emergente avansate
- Piețe emergente

Data de referință (data la care începe calculul indicelui) este 31 decembrie 1986.

### Istoric
Acest indice este calculat din 31 decembrie 1986, inițial sub denumirea de FT-Actuaries World Indices.
În 1995, Wood Mackenzie and Co.⁠(d), unul dintre partenerii inițiali, a vândut participația sa către Standard & Poor’s. Denumirea indicelui a fost modificată în FT/S&P – Actuaries World Indices.
Pe 29 noiembrie 1999, FTSE International Limited a achiziționat participațiile Goldman Sachs și Standard & Poor’s, iar denumirea indicelui a fost schimbată în FTSE World Index.
FTSE a obținut drepturi exclusive de a integra seria de date Baring Emerging Markets în seria sa existentă FTSE World Index, ceea ce a condus la crearea seriei de indici FTSE All-World Index pe 30 iunie 2000.
La 22 septembrie 2003, FTSE a introdus îmbunătățiri semnificative, extinzând acoperirea acțiunilor cu capitalizare medie și eliminând unele acțiuni de dimensiuni mai mici.

### Țări/Regiuni
Indicele FTSE All-World include companii din următoarele țări/regiuni:
- Africa de Sud
- Arabia Saudită
- Australia
- Austria
- Belgia
- Brazilia
- Canada
- Chile
- China
- Columbia
- Coreea
- Danemarca
- Egipt
- Elveția
- Finlanda
- Filipine
- Franța
- Germania
- Grecia
- Hong Kong
- India
- Indonezia
- Irlanda
- Islanda
- Israel
- Italia
- Japonia
- Kuweit
- Malaezia
- Marea Britanie
- Mexic
- Noul Zeeland
- Olanda
- Pakistan
- Polonia
- Portugal
- Qatar
- Republica Cehă
- România
- Singapore
- Spania
- Suedia
- Taiwan
- Thailanda
- Turcia
- Statele Unite ale Americii
- UAE

### Randamente anuale totale
| An   | FTSE All-World Index | FTSE Developed Index | FTSE Emerging Index |
| ---- | -------------------- | -------------------- | ------------------- |
| 2012 | 17,1                 | 17,0                 | 17,9                |
| 2013 | 23,3                 | 26,8                 | -3,5                |
| 2014 | 4,8                  | 5,1                  | 1,6                 |
| 2015 | -1,7                 | -0,3                 | -15,2               |
| 2016 | 8,6                  | 8,2                  | 13,5                |
| 2017 | 24,6                 | 23,9                 | 32,5                |
| 2018 | -9,1                 | -8,6                 | -13,0               |
| 2019 | 27,2                 | 28,0                 | 20,6                |
| 2020 | 16,6                 | 16,7                 | 15,5                |
| 2021 | 18,9                 | 21,4                 | 0,1                 |
| 2022 | -17,7                | -17,8                | -16,9               |
| 2023 | 22,6                 | 24,2                 | 9,1                 |

## Reprezentarea sectorială
Tehnologie (25%)
     Telecomunicații (3%)
     Sănătate (11%)
     Sectorul financiar (14%)
     Imobiliare (3%)
     Bunuri de larg consum discretionar (non-esențiale) (13%)
     Bunuri de larg consum esențiale (5%)
     Industrii (14%)
     Materii prime (4%)
Structura ICB este prezentată mai jos, cu tehnologia fiind cel mai important sector.

## Primele 10 componente în funcție de ponderea în indice
| Componență       | Pondere (%) |
| ---------------- | ----------- |
| Microsoft Corp   | 4.33        |
| Apple Inc.       | 3,75        |
| NVIDIA           | 2,64        |
| Amazon.com Inc   | 2.24        |
| Facebook Inc A   | 1,52        |
| Alphabet Inc A   | 1.16        |
| Alphabet Inc C   | 0,99        |
| Eli Lilly and Co | 0,90        |
| Broadcom Inc     | 0,79        |
| Tesla            | 0,78        |